# ビリー・ビーン
ウィリアム・ラマー・ビーン（英: William Lamar "Billy" Beane, 1962年3月29日 - ）は、元プロ野球選手（外野手）。右投右打。現在はオークランド・アスレチックスの野球運営担当副社長、オーナー付シニアアドバイザーを務める。
卓越した球団運営で、メジャーリーグの名GMの1人に数えられる。『マネー・ボール』（マイケル・ルイス著）で日本でも知られるようになった。

## 経歴

### 生い立ち
フロリダ州オーランドで生まれ、カリフォルニア州サンディエゴ近郊で育った。高校時代から高い身体能力を持つ走・攻・守・肩・長打力と5拍子そろった超高校級選手としてスカウトの間では有名な選手であった。

### プロ野球
スタンフォード大学からのスカウトも受けていたが、1980年のMLBドラフトでニューヨーク・メッツにドラフト1巡目（全体23位）指名で入団（同期入団にはダリル・ストロベリーがいた）。しかし、高校時代は2年次には打率が.500を超えていたものの、3年次には.300そこそこまで落ちていた。
将来を嘱望された選手であったが、短気な性格が災いしてプロの世界になじむことができず、メジャーになかなか定着することができなかった。1984年から1989年にかけてメッツ、ミネソタ・ツインズ、デトロイト・タイガースを控え外野手として渡り歩き、最後にはアスレチックスに移籍し、1989年に現役を引退した（ベンチ要員ではあったが1987年にツインズで、1989年にアスレチックスでワールドシリーズ優勝を経験している）。現役時代の通算成績は、148試合に出場して、打率.219、本塁打3本。

### スカウトに
スカウトから太鼓判を押され期待された自分が何故活躍できなかったのかという悔しさが、もっと正しく選手の能力を判断するすべがあるのではないかという想いを強くした。また、監督トニー・ラルーサ、一塁手マーク・マグワイア、外野手ホセ・カンセコなど錚々たるメンバーが揃い、黄金時代を迎えていた引退当時のアスレチックスのゼネラルマネージャーサンディ・アルダーソンが後のビーンに大きな影響を与えた。
1990年から球団スタッフに転身しスカウトとして活動、1993年にはアルダーソンのアシスタントを務め着実に地位を築いていった。1995年に前オーナーの死去によりアスレチックスの財政状況は大きく変わり、スター軍団は解体を余儀なくされる。

### セイバーメトリクスとの出会い
このころ、アルダーソンはセイバーメトリクスの祖、ビル・ジェームズの著書Baseball Abstractシリーズ（『マネー・ボール』邦訳版では『野球抄』と訳されている。日本では未刊）を参考に出塁率・長打率を重視する旨を記した冊子を作り、マイナー選手に持論を説いていった。この冊子に書かれた理論がビーンの球団運営哲学の礎となった。

### GMに
1997年10月にはアルダーソンの後任としてゼネラルマネージャーに就任。セイバーメトリクスを駆使し、無駄な要素を極力省き低予算でチームを強くすることを実現した。
2002年に、ビーンはボストン・レッドソックスから5年契約1250万ドルという高額のオファーを受けたが、これを拒否した。
2003年には、前述の『マネー・ボール』が出版され、ビーンのチームマネジメントが日米で話題となった。
2007年1月4日、ソフトウェア会社NetSuiteの社外取締役に指名された。ビーンは他にも、アメリカンフットボールのヘルメットを扱うRiddell、スポーツエンターテインメントのPROTRADEの取締役を務めている。
2011年公開の映画『マネーボール』では、ブラッド・ピットがビーンを演じた。
2012年、GMの任期が2019年まで契約延長されたが、2015年10月5日に野球運営担当副社長に異動となり、GM後任はデビッド・フォーストGM補佐が昇格した。
2022年オフ、オーナー付シニアアドバイザーに就任し、編成部門統括をデービッド・フォーストGMが引き継いだ。

## 人物像

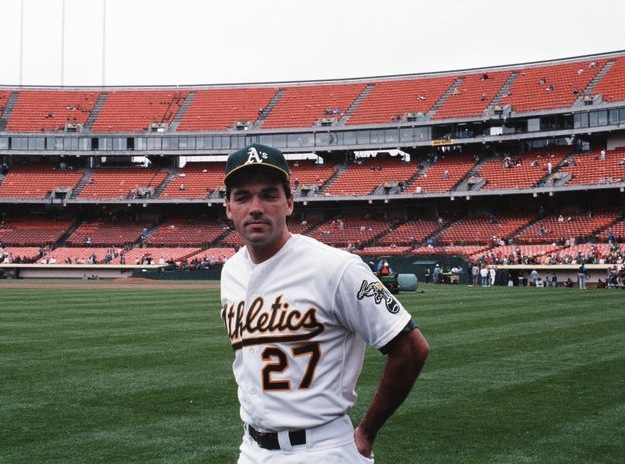
選手時代のビーン

現役時代から短気な人物として知られる。何か失敗するとそれを一人で抱え込み、手当たり次第に物に当り散らす。そのような自分に妥協ができない性格のため、プロ入り以降は伸び悩み、妻とも離婚してしまう。
GMになってからもその性格は変わらず、チームが負けている時など何か上手くいかないことがあったときは、ロッカールームなどで暴れ、物を投げて壁に穴を開けてしまうこともある。そのため、極力試合をじかに観戦しないようにしている。試合中は球場内のトレーニングルームで運動して汗を流したり、オフィスにこもる（球場の外に出かけてしまうこともある）。試合経過は常に携帯している小型端末に配信される文字情報で把握している。
プロ入り時、契約金の高さに惑わされ大学に行かずにプロとなったことを後悔しており、その苦い経験から自分自身の身の振り方に関しては「金のために決断を下す」ということを恐れている。2002年に、ビーンはボストン・レッドソックスから5年契約1,250万ドル（約16億7千万円）というGMとしては当時最高額のオファーを受けた。ビーンはこのオファーを快諾し、メジャー最高年俸のGMとなるはずだった。しかし、数日後に契約を自ら破棄した。その際、マスコミに「二度と金によって人生を左右されまいと心に決めたから」と理由を語った。
中島裕之がアスレチックスに入団する際の記者会見で「ビリー・ビーンがカッコイイから」と発言し、これを通訳が「Billy Beane is extremely sexy and cool（とてもセクシーでカッコいい）」と訳し記者たちが爆笑、ビーンは顔を真っ赤にして笑い、「このチームはセクシーでクールがすべて。ヒロも頼むぜ」と応戦した。

## マネー・ボール
ビーンの知名度を一気に高めたマイケル・ルイス著『マネー・ボール』（原題：Moneyball: The Art of Winning An Unfair Game、ISBN 4270000120）は2003年に米国で出版され、翌年に日本でも出版された。
ビーンが1997年10月にGMに就任してから、2007年度シーズン終了時点までの10年間に積み上げた公式戦での勝利は、ヤンキースとレッドソックスに次ぐアメリカン・リーグ3位の901試合にのぼり、この間チームをプレーオフに5回導いている。
セイバーメトリクスを球団運営の基幹とするマネー・ボール型のチームと看做されているものには、現在ではこのアスレチックスの他にもトロント・ブルージェイズ、ボストン・レッドソックス、クリーブランド・インディアンス、サンディエゴ・パドレス、ニューヨーク・ヤンキースなどがあり、彼らは「新思考派」とも呼ばれている。

## 詳細情報

### 年度別打撃成績
| 年 度    | 球 団    | 試 合 | 打 席 | 打 数 | 得 点 | 安 打 | 二 塁 打 | 三 塁 打 | 本 塁 打 | 塁 打 | 打 点 | 盗 塁 | 盗 塁 死 | 犠 打 | 犠 飛 | 四 球 | 敬 遠 | 死 球 | 三 振 | 併 殺 打 | 打 率 | 出 塁 率 | 長 打 率 | O P S |
| -------- | -------- | ----- | ----- | ----- | ----- | ----- | -------- | -------- | -------- | ----- | ----- | ----- | -------- | ----- | ----- | ----- | ----- | ----- | ----- | -------- | ----- | -------- | -------- | ----- |
| 1984     | NYM      | 5     | 10    | 10    | 0     | 1     | 0        | 0        | 0        | 1     | 0     | 0     | 1        | 0     | 0     | 0     | 0     | 0     | 2     | 0        | .100  | .100     | .100     | .200  |
| 1985     | NYM      | 8     | 8     | 8     | 0     | 2     | 1        | 0        | 0        | 3     | 1     | 0     | 0        | 0     | 0     | 0     | 0     | 0     | 3     | 0        | .250  | .250     | .375     | .625  |
| 1986     | MIN      | 80    | 194   | 183   | 20    | 39    | 6        | 0        | 3        | 54    | 15    | 2     | 3        | 0     | 0     | 11    | 0     | 0     | 54    | 6        | .213  | .258     | .295     | .553  |
| 1987     | MIN      | 12    | 15    | 15    | 1     | 4     | 2        | 0        | 0        | 6     | 1     | 0     | 0        | 0     | 0     | 0     | 0     | 0     | 6     | 0        | .267  | .267     | .400     | .667  |
| 1988     | DET      | 6     | 6     | 6     | 1     | 1     | 0        | 0        | 0        | 1     | 1     | 0     | 0        | 0     | 0     | 0     | 0     | 0     | 2     | 0        | .167  | .167     | .167     | .333  |
| 1989     | OAK      | 37    | 82    | 79    | 8     | 19    | 5        | 0        | 0        | 24    | 11    | 3     | 1        | 2     | 1     | 0     | 0     | 0     | 13    | 2        | .241  | .238     | .304     | .541  |
| MLB：6年 | MLB：6年 | 148   | 315   | 301   | 30    | 66    | 14       | 0        | 3        | 89    | 29    | 5     | 5        | 2     | 1     | 11    | 0     | 0     | 80    | 8        | .219  | .246     | .296     | .542  |

### 背番号
- 43 （1984年）
- 35 （1985年）
- 20 （1986年 - 1987年）
- 29 （1988年）
- 11 （1989年）